# Philipp Lahm
Philipp Lahm, né le 11 novembre 1983 à Munich en Allemagne, est un ancien footballeur international allemand évoluant au poste d'arrière droit. Il est considéré comme l'un des meilleurs défenseurs droit de l'histoire du football.
Lahm commence sa carrière professionnelle dans le grand club de sa ville natale, le Bayern Munich. Barré par des joueurs expérimentés, il est d'abord prêté deux saisons au VfB Stuttgart, avec qui il découvre la première division, la Coupe de l'UEFA et la sélection nationale. Revenu au Bayern, le défenseur latéral s'impose progressivement sur le flanc gauche. Réalisant le doublé coupe-championnat dès la première saison, il devient un cadre de l'équipe et est replacé à droite de la défense. Capitaine à partir de 2011, Lahm est de tous les sacres du club bavarois. Il dispute trois finales de Ligue des champions, ne remportant que la dernière en 2013. Il remporte aussi la Coupe du monde des clubs et la Supercoupe de l'UEFA la même année. Au niveau national, le Bayern et Philipp conquièrent sept titres de champion d'Allemagne, cinq Coupes d'Allemagne, deux Supercoupes et une Coupe de la Ligue allemande. Prenant sa retraite en 2017, Lahm dispute plus de 500 rencontres avec le Bayern de Munich et 700 au total avec Stuttgart et la sélection.
Philipp Lahm joue 113 rencontres avec l'équipe d'Allemagne. Disputant toutes les compétitions internationales entre 2004 et 2014 sauf la Coupe des confédérations 2005, le défenseur est sacré champion du monde 2014 après avoir terminé deux fois à la troisième place en 2006 et 2010. Demi-finaliste de l'Euro 2012, il est finaliste en 2008. Capitaine de sa sélection en 2014, Lahm prend sa retraite internationale au terme de la compétition.
Il est depuis 2020 le directeur du comité d'organisation de l'Euro 2024 qui se tiendra en Allemagne.
Philipp Lahm a la particularité de n’avoir jamais reçu le moindre carton rouge de toute sa carrière (club et sélection confondus), en plus de 700 matchs joués, prouesse d’autant plus remarquable qu’il jouait au poste de défenseur.

## Biographie

### Enfance et formation (1995-2002)
Repéré par Jan Pienta, l'un des recruteurs du Bayern Munich, Philipp Lahm rejoint le club bavarois à l'âge de onze ans. Il est très vite considéré comme l'un des grands espoirs du football allemand et Hermann Gerland, entraîneur des jeunes bavarois, déclare même que Lahm est le joueur le plus talentueux qu'il ait eu à entraîner.
Lors de la saison 2002-2003, Lahm joue son premier match avec l'équipe première du Bayern. Le 13 novembre 2002, il joue lors de la réception du RC Lens en Ligue des champions, en entrant en jeu en fin de match à la place de Markus Feulner. Les deux équipes se séparent sur un match nul (3-3).

### Débuts en prêt à Stuttgart (2003-2005)

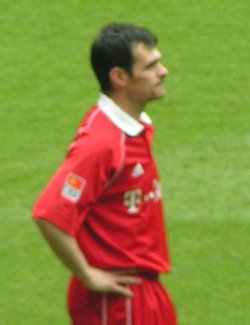
Lahm est barré par Willy Sagnol au poste d'arrière droit au Bayern.

Capitaine des équipes de jeunes du Bayern, capable de jouer à droite ou à gauche comme défenseur latéral, il est cependant encore trop jeune pour s'imposer à ces postes dans l'effectif professionnel du club bavarois. Barré par les Français Bixente Lizarazu à gauche et Willy Sagnol à droite, le jeune joueur bavarois est prêté au VfB Stuttgart pour les saisons 2003-2004 et 2004-2005.
C'est sous les couleurs du club souabe qu'il fait ses débuts en Bundesliga, le 3 août 2003 contre le Hansa Rostock. Positionné en latéral gauche par l'entraîneur Felix Magath, il s'impose malgré son jeune âge au sein de l'effectif de Stuttgart et devient un cadre régulier de l'équipe. Ses performances lui valent d'être sélectionné pour la première fois en équipe d'Allemagne le 18 février 2004 et d'être même retenu pour l'Euro 2004. L'élimination rapide de l'Allemagne ne lui permet cependant pas de se mettre en évidence.
La saison suivante, toujours en prêt, est plus compliquée sous les ordres de Matthias Sammer. Lahm contracte une fracture de fatigue en janvier 2005 qui l'éloigne quatre mois des terrains. Le 17 mai 2005, cinq semaines après son retour, il se blesse de nouveau, cette fois aux ligaments croisés et est écarté pendant sept mois des terrains. Cette blessure met un terme à sa saison et à son engagement avec Stuttgart.

### Affirmation au Bayern Munich (2005-2008)

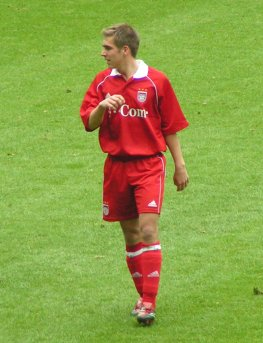
Lahm avec le Bayern en 2006.

En juillet 2005, à l'issue de son prêt, Lahm retourne au Bayern Munich. En raison de sa blessure, il ne fait son retour à la compétition qu'en novembre 2005. Pas toujours titulaire, il partage son temps de jeu avec Bixente Lizarazu mais remporte les premiers titres de sa carrière en faisant le doublé Coupe-Championnat, bien qu'étant considéré comme vainqueur du doublé de 2003. À l'issue de la saison 2005-2006, il est retenu en sélection nationale pour la Coupe du monde 2006, compétition dans laquelle il s'illustre particulièrement et est nommé dans l'équipe du tournoi.
La retraite de Bixente Lizarazu à l'été 2006 lui offre plus de temps de jeu. Il n'est remplacé que deux fois durant le championnat 2006-2007, étant le seul joueur capable d'évoluer sur le flanc gauche de la défense. Après deux années de succès, le club se sépare de Felix Magath fin janvier 2007 après l'élimination en huitièmes de finale de la Coupe DFB. Mais Ottmar Hitzfeld, rappelé en renfort, ne peut empêcher le club de terminer à la quatrième place et de ne se pas se qualifier en Ligue des champions pour la première fois en plus de dix ans.
L'arrivée du latéral gauche Marcell Jansen au Bayern au début de la saison 2007-2008 est censé permettre à Philipp Lahm d'évoluer sur le côté droit (qui a sa préférence) de la défense, en remplacement de Willy Sagnol. Mais les multiples blessures des deux joueurs ne permettent pas de mettre au point ce dispositif tactique sur la durée. Lahm et Jansen occupent alternativement le poste de latéral gauche, n'étant que rarement opérationnels tous les deux en même temps. Pendant toute la saison, des rumeurs de transfert l'envoient au FC Barcelone. Mais Lahm choisit, en mai 2008, de prolonger son contrat avec le Bayern Munich jusqu'en 2012. À la fin de la saison, il remporte un nouveau titre de champion d'Allemagne.

### Capitaine et consécration (2009-2013)

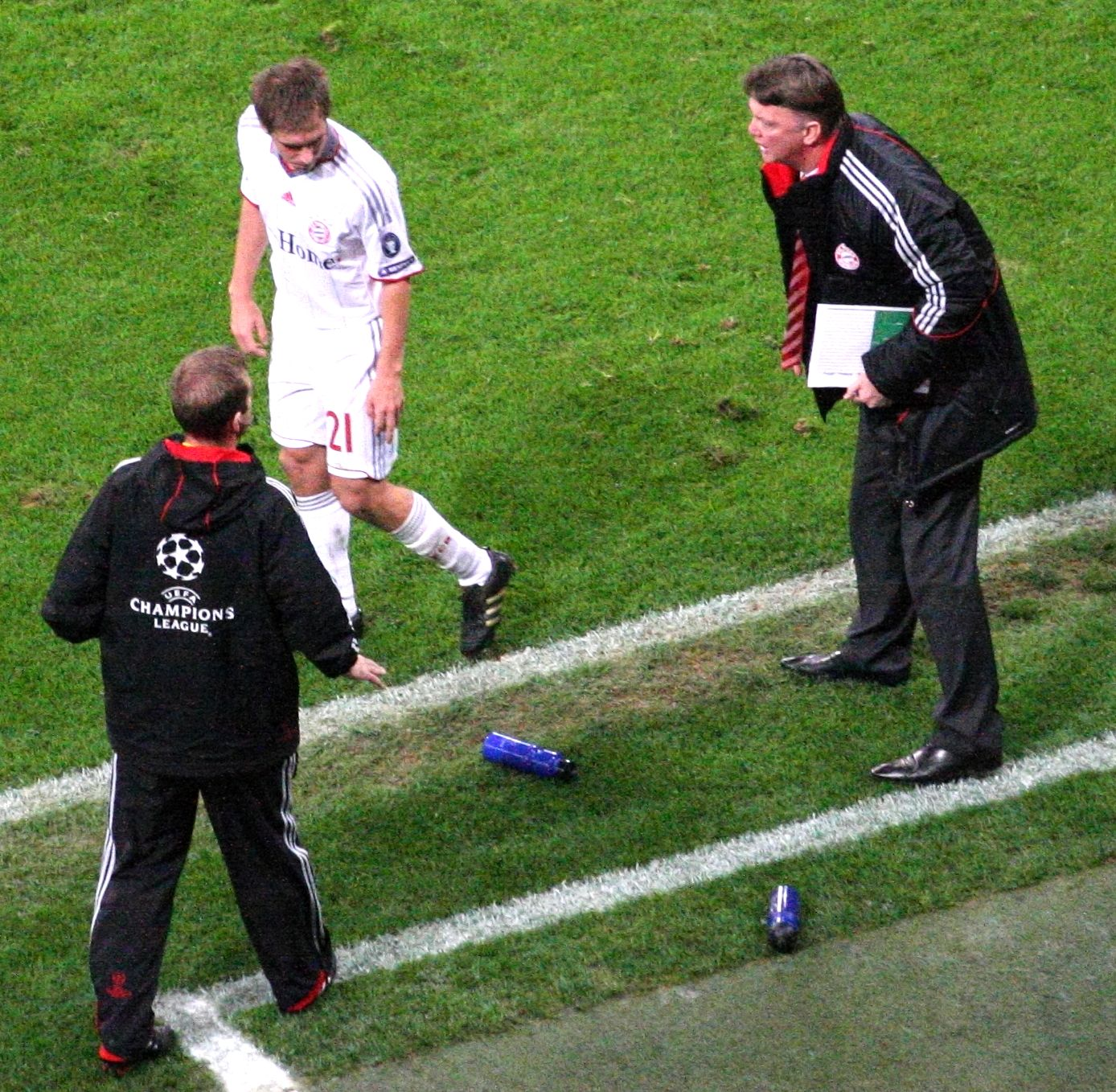
Van Gaal fixe Lahm à droite de la défense en 2009.

L'arrivée de l'entraîneur Louis van Gaal pour la saison 2009-2010 lui permet de jouer au poste de latéral droit qu'il affectionne. Formant, avec Arjen Robben, un duo efficace sur le flanc droit, Lahm délivre douze passes décisives et marque un but. Après un début de saison chaotique, le Bayern monte en puissance et ravit les fans avec un remarquable football offensif. À la fin de l'exercice, le FCB réussi un énième doublé Bundesliga-Coupe. Le triplé est même possible mais le club s'incline en finale de la Ligue des champions à Madrid contre l'Inter Milan (0-2). La saison entre dans l'histoire du FC Bayern comme l'une des plus réussies.
En novembre 2010, Lahm annonce qu'il prolonge son contrat avec le club jusqu'en 2016. Intronisé vice-capitaine à l'arrivée de Louis van Gaal, il est nommé capitaine du Bayern en janvier 2011 à la suite du départ de Mark van Bommel au Milan AC. La saison 2010-2011 commence par une victoire en Supercoupe d'Allemagne 2-0 contre Schalke 04. Mais, c'est le seul titre remporté cette saison. En coupe, Munich échoue en demi-finale sur le même score et contre le même adversaire, tandis que le parcours européen est à nouveau stoppé par l'Inter Milan (1-0, 2-3), en huitième de finale cette fois. En Bundesliga, le recordman de titres est menacé de rater à nouveau la C1. Van Gaal remplacé par son adjoint, celui-ci mène l'équipe à la 3e place.

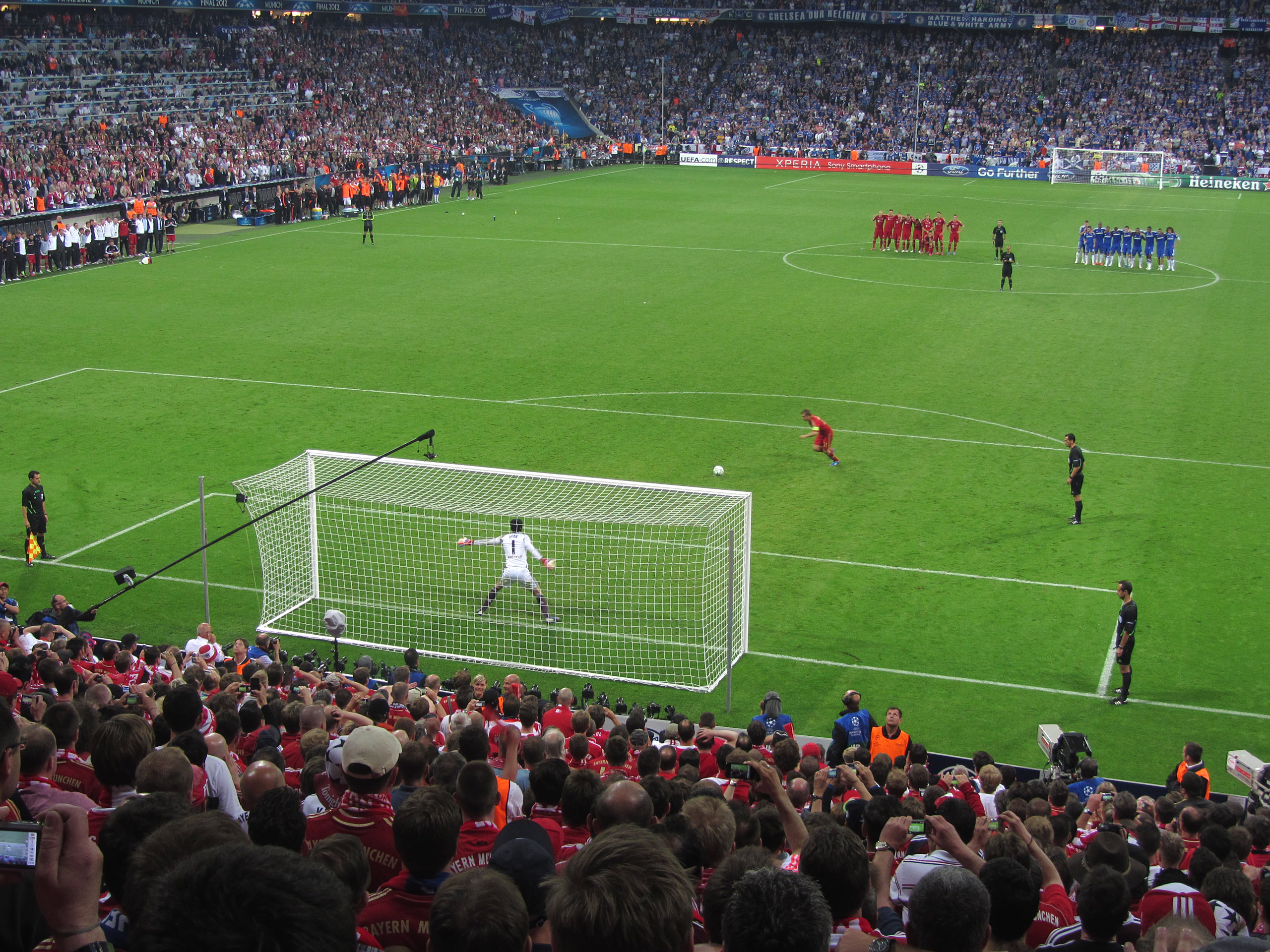
Lahm tirant le premier tir-au-but en finale de C1 2012.

En janvier 2012, Lahm déclare qu'il aimerait rester jusqu'à la fin de sa carrière au Bayern Munich, qu'il considère comme sa maison. Lors de l'exercice 2011-2012, le Bayern est une nouvelle fois finaliste de la Ligue des champions, aux tirs au but contre le Chelsea FC. La déception est accentuée par le fait que le club termine sur le seconde marche des trois compétition de la saison. Sur le podium depuis la 3e journée de Bundesliga, le club est devancé par le Borussia Dortmund qui les bat aussi en finale de la Coupe d’Allemagne (5-2).
Lahm connaît la consécration lors de la saison 2012-2013. Elle débute avec une victoire en Supercoupe d'Allemagne, à domicile contre le Dortmund. En Bundesliga, après 28 journées sur 34, le club s'offre son 23e titre avec la manière. L'équipe de Jupp Heynckes enregistre 91 points au total dont 25 d'avance sur le deuxième, encore Dortmund. C'est la saison de tous les records : 29 victoires pour une seule défaite, 98 buts marqués et une différences de buts de +80. En Ligue des champions, les Munichois éliminent le FC Barcelone en demi-finale avec un total de 7-0 (4-0 à Munich puis 3-0 à Barcelone). Lors de la finale à Wembley, Arjen Robben donne l'avantage à son équipe à la 89e minute, toujours contre Dortmund. Le cinquième triomphe bavarois en C1 met fin à douze ans de disette. Le Bayern devient le septième club européen, mais le premier allemand, à réaliser le triplé Coupe-Championnat-C1.

### Fin à un nouveau poste (2013-2017)
Lors de la saison 2013-2014, Pep Guardiola prend les commandes du club. L'entraîneur espagnol replace Lahm en milieu de terrain,. C'est à ce poste qu'il remporte quatre nouveaux titres lors de la saison 2013-2014 : un autre Championnat d'Allemagne, une Coupe d'Allemagne ainsi que la Supercoupe de l'UEFA 2013 et Coupe du monde des clubs 2013. Néanmoins, le Bayern Munich malgré un bon parcours, n'arrive pas à remporter une seconde Ligue des champions d'affilée et s'incline en demi-finale contre le futur vainqueur, le Real Madrid qui le défait sèchement, avec notamment une victoire 4-0 à l'Allianz Arena.
Le 18 octobre 2014, Lahm se fait remarquer en réalisant un doublé contre le Werder Brême en championnat, participant ce jour-là à la victoire des siens par six buts à zéro.

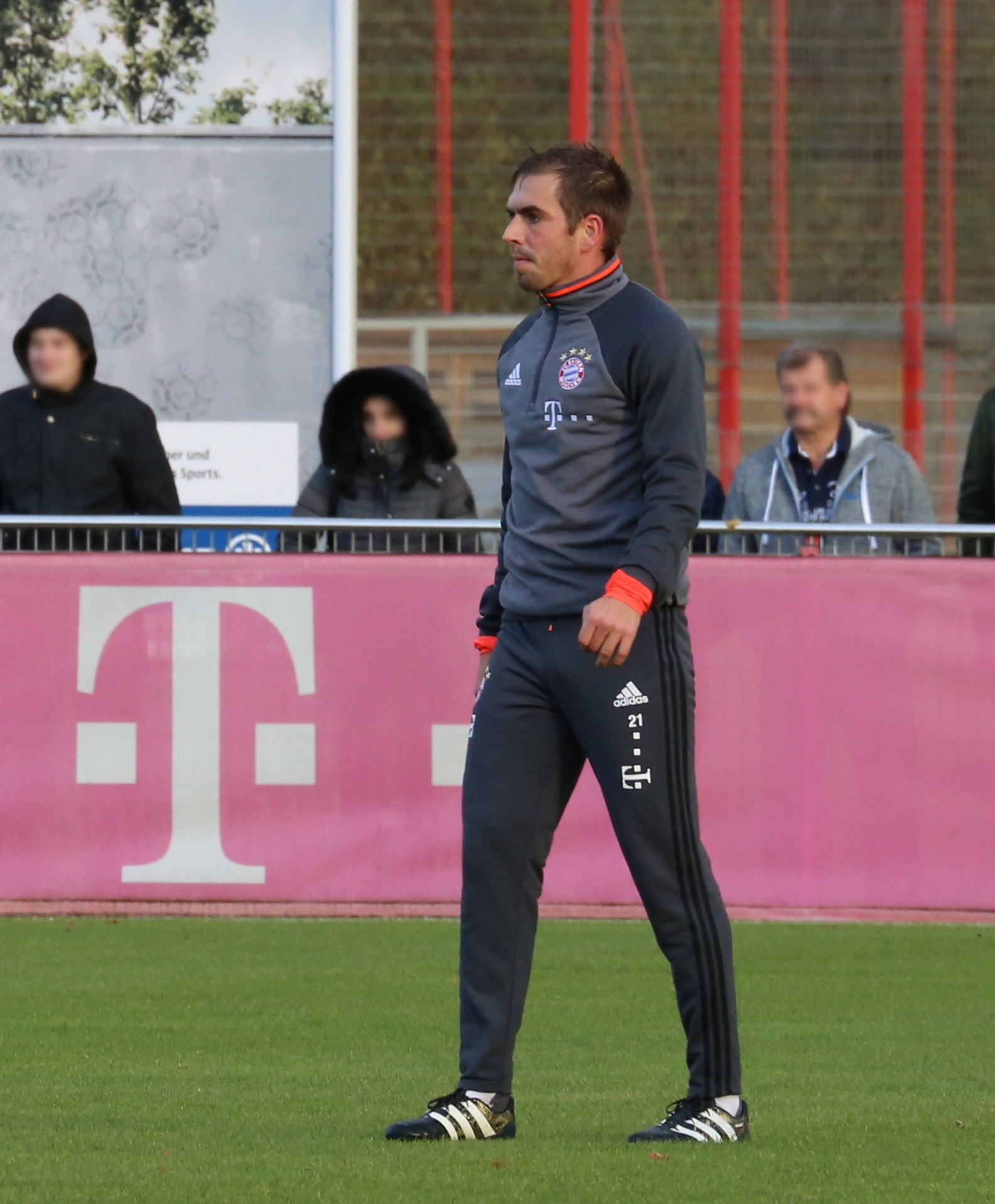
Lahm à l'entraînement en 2016.

Lahm commence la saison 2016-2017 en marquant un but dès la première journée, le 26 août 2016 contre le Werder Brême. Ce jour-là, le Bayern l'emporte par six buts à zéro.
Il annonce, le 7 février 2017, souhaiter mettre un terme à sa carrière de joueur à l'issue de la saison 2016-2017. C'est ainsi que le 20 mai 2017, à la suite du dernier match de championnat face au SC Fribourg et à la remise du trophée de saison, il reçoit un vibrant hommage de l'Allianz Arena, tout comme son coéquipier Xabi Alonso.

### Sélection nationale (2004-2014)

#### Vite titulaire (2004-2009)

Lahm joue l'Euro 2004 (ici face à la Lettonie lors du premier tour) en tant qu'arrière gauche.

Habitué des sélections de jeunes allemandes, Philipp Lahm connaît sa première sélection en équipe d'Allemagne le 18 février 2004 contre la Croatie. Pour son premier match, il joue 90 minutes et est même déclaré homme du match par le magazine sportif Kicker Sportmagazin. Lahm inscrit son premier but lors de sa troisième apparition en sélection, le 28 avril 2004, lors d'un match amical contre la Roumanie. Titularisé au poste d'arrière gauche, il marque l'unique but de son équipe, qui s'incline par cinq buts à un ce jour-là.
Il est retenu par le sélectionneur Rudi Völler pour disputer l'Euro 2004 mais les mauvaises performances de l'Allemagne ne lui permettent pas de se distinguer.
Il se révèle surtout aux yeux du grand public lors de la Coupe du monde 2006, en Allemagne, en disputant tous les matchs de la sélection allemande et en y inscrivant le premier but de la compétition contre le Costa Rica (4-2), malgré un bras cassé. Mais il n'empêche pas l'élimination de la Mannschaft contre l'Italie (0-2 a.p.) en demi-finale. Il est nommé pour le titre de Meilleur footballeur de l'année FIFA à la suite de ses performances lors de cette Coupe du monde, mais le titre est décerné à Fabio Cannavaro. Lahm est choisi comme arrière-gauche dans l'équipe de l'année UEFA 2006.
Considéré comme l'un des meilleurs joueurs à son poste, c'est fort de cette réputation qu'il dispute l'Euro 2008. Il entame la compétition comme arrière droit, Marcell Jansen occupant le flanc gauche. Mais les performances en demi-teinte de Jansen lui valent de récupérer le flanc gauche, Arne Friedrich occupant le côté droit. Malgré les contres-performances de la défense allemande dans le tournoi, coupable d'encaisser trop de buts, Lahm se démarque par son apport offensif. En demi-finale, il inscrit le but de la qualification (3-2) face à une équipe de Turquie. En finale contre l'Espagne, Lahm commet l'erreur qui amène le but décisif de la formation ibérique quelques minutes avant la fin de la première mi-temps (0-1). Lahm se fait prendre la balle par Fernando Torres, qui en profite pour marquer ce qui sera le but de la victoire. Lahm ne réapparaît pas pour la seconde mi-temps : blessé, il est remplacé par Jansen.

#### Capitaine champion du monde (2010-2014)

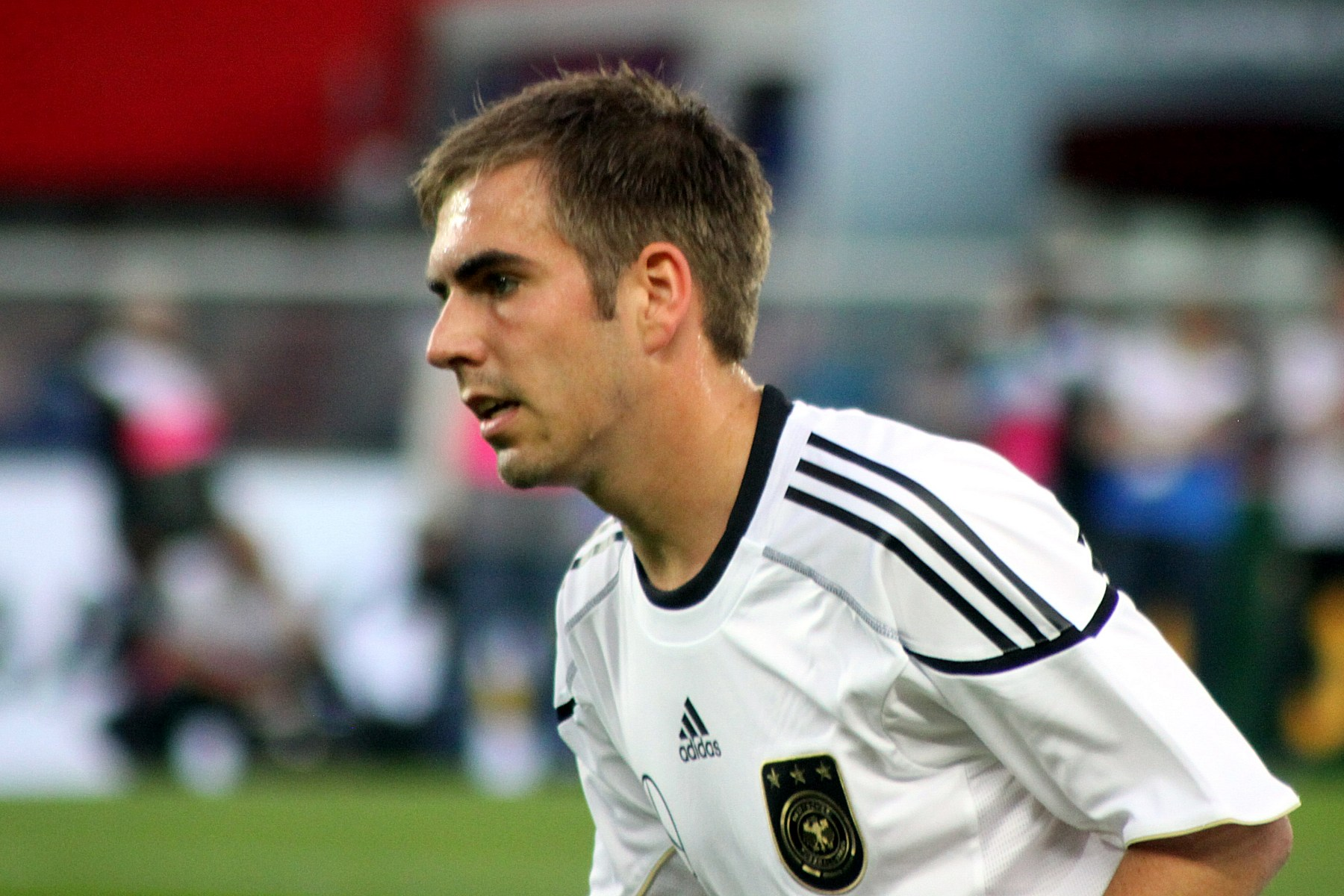
Lahm en 2011 avec la Mannschaft.

Retenu dans la sélection des 23 joueurs du sélectionneur Joachim Löw pour la Coupe du monde 2010, il est nommé capitaine de la Mannschaft en mai 2010 en raison du forfait de Michael Ballack. Aligné côté droit, il livre une bonne Coupe du monde, qui lui vaut d'être nommé dans l'équipe-type FIFA de la compétition. Néanmoins, l'Allemagne ne finit que troisième de la compétition, éliminée en demi-finale par l'Espagne (0-1). Malgré de belles prestations contre l'Australie (4-0), l'Angleterre (4-1) et l'Argentine (4-0). Bien que titulaire pour tous les autres matchs de la compétition, Lahm ne dispute pas la « petite finale » de la compétition, en raison d'une grippe, remportée contre l'Uruguay (3-2).

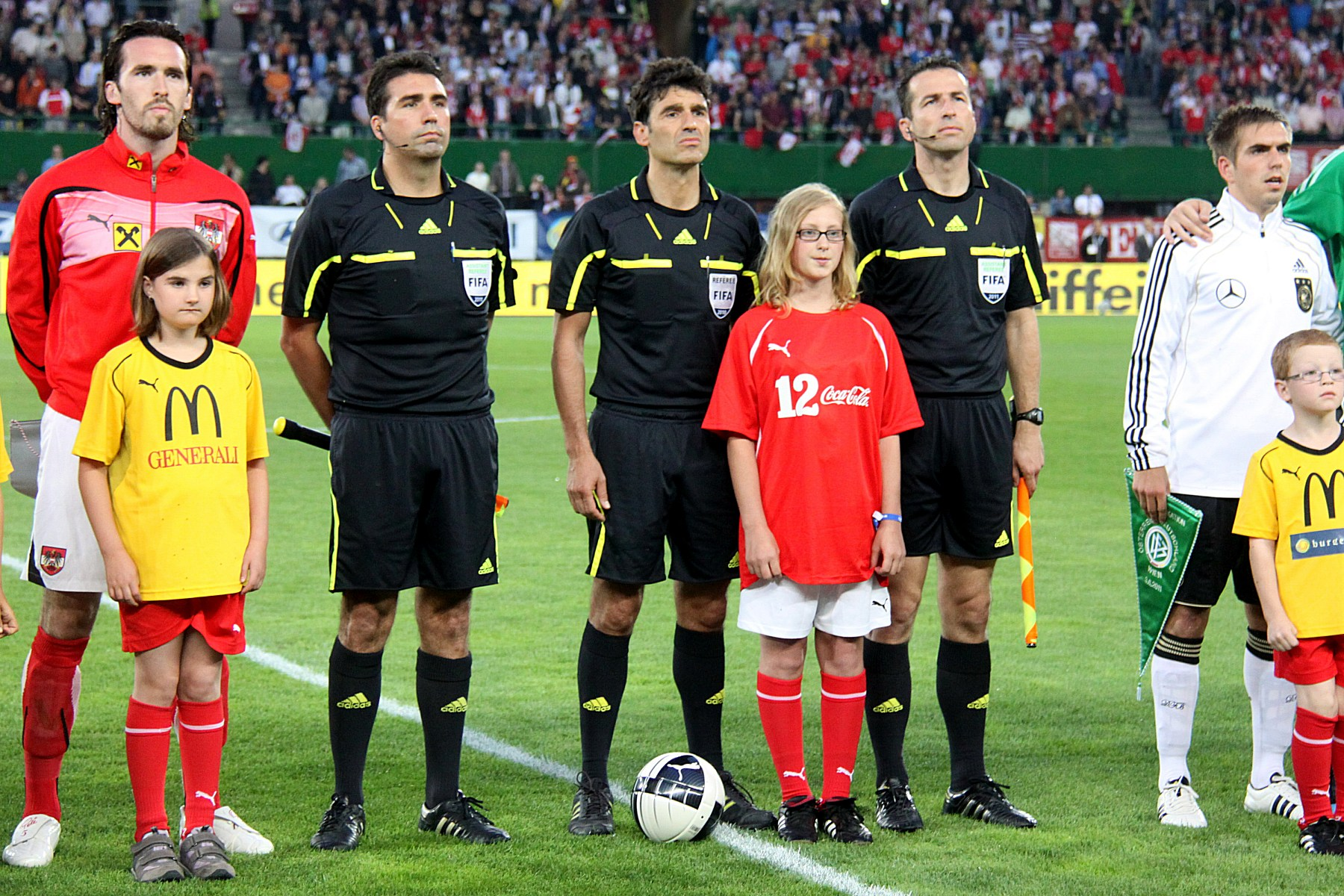
Lahm (à d.), capitaine lors de l'Euro 2012.

Comme en 2010, c'est en qualité de capitaine que Lahm est retenu pour l'Euro 2012. La performance de l'Allemagne, tout comme celle de son capitaine, sont contrastées. Si la Nationalmannschaft se qualifie sans trop de difficulté contre la Grèce (4-2) pour les demi-finales notamment marquée par l'ouverture du score de Lahm, elle est éliminée par l'Italie (1-2) en raison d'erreurs défensives, que le capitaine de la sélection qualifient "d'idiotes". Lui-même est impliqué dans le premier but de Mario Balotelli en raison d'un marquage lâche.

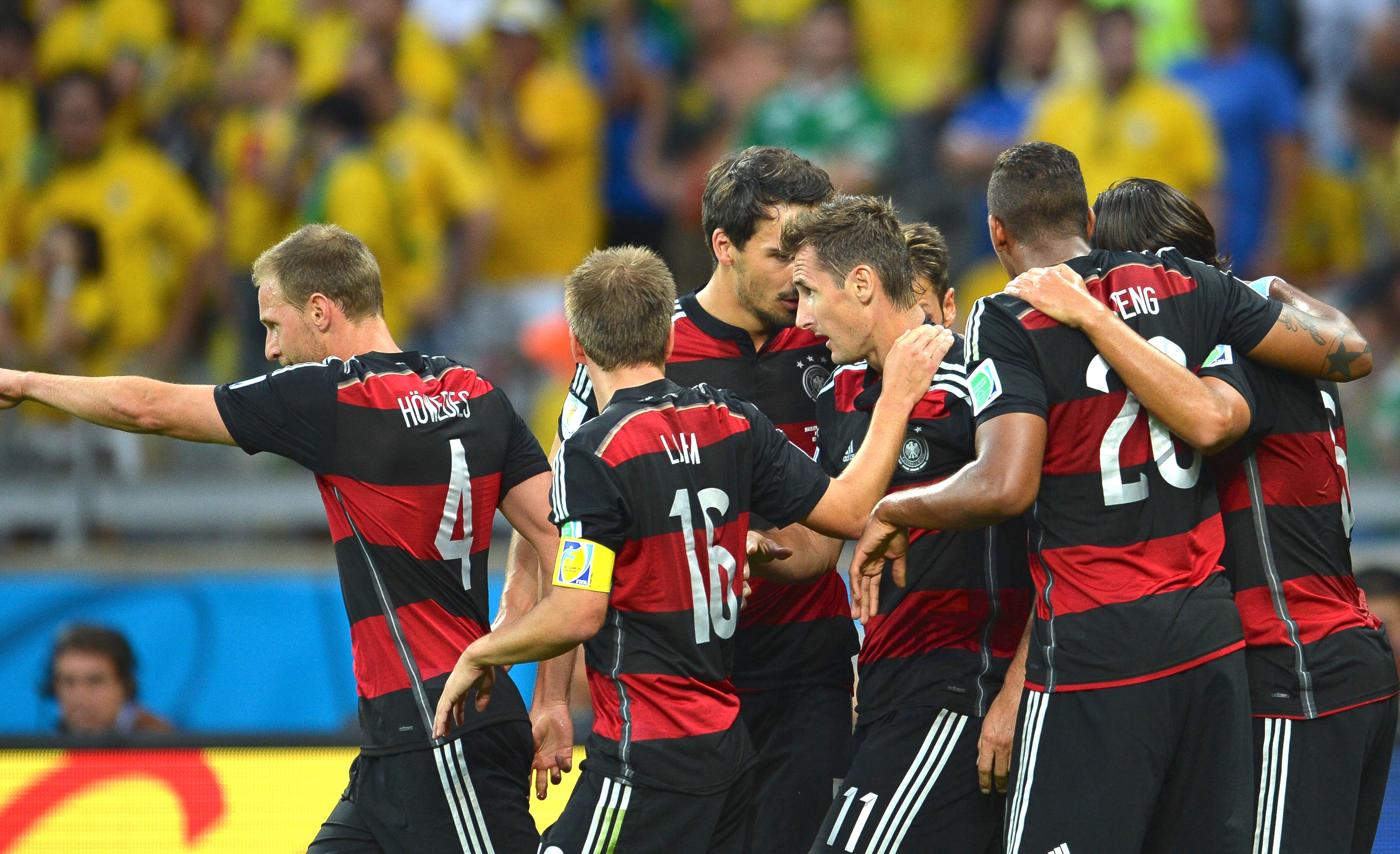
Lahm (capitaine) fêtant un but lors du 7-1 contre le Brésil.

Lors du Mondial 2014, Philipp Lahm est positionné au milieu de terrain, comme au Bayern Munich, mais son influence sur le jeu en est diminuée. Après avoir frôlé la sortie de route face à l'équipe d'Algérie (2-1 a.p.) en huitième de finale, le sélectionneur Joachim Löw, prenant conscience de la faiblesse relative de sa défense, repositionne Lahm à son poste de latéral droit. Le changement ne se fait pas attendre : en quart de finale contre l'équipe de France, les attaquants français sont muselés (victoire 1-0). Le capitaine poursuit sur sa lancée en demi-finale en dominant largement le Brésil (7-1), puis en finale, contre l'Argentine (1-0 a.p.). Au terme d'une finale aussi intense qu'indécise, Philipp Lahm soulève le trophée qui sacre la meilleure équipe du monde
Quelques jours après ce triomphe international, Lahm annonce qu'il prend sa retraite internationale, à trente ans seulement,. En agissant de la sorte, le désormais ex-capitaine quitte la sélection nationale à la manière de Gerd Müller en 1974.

## Style de joueur: défenseur polyvalent

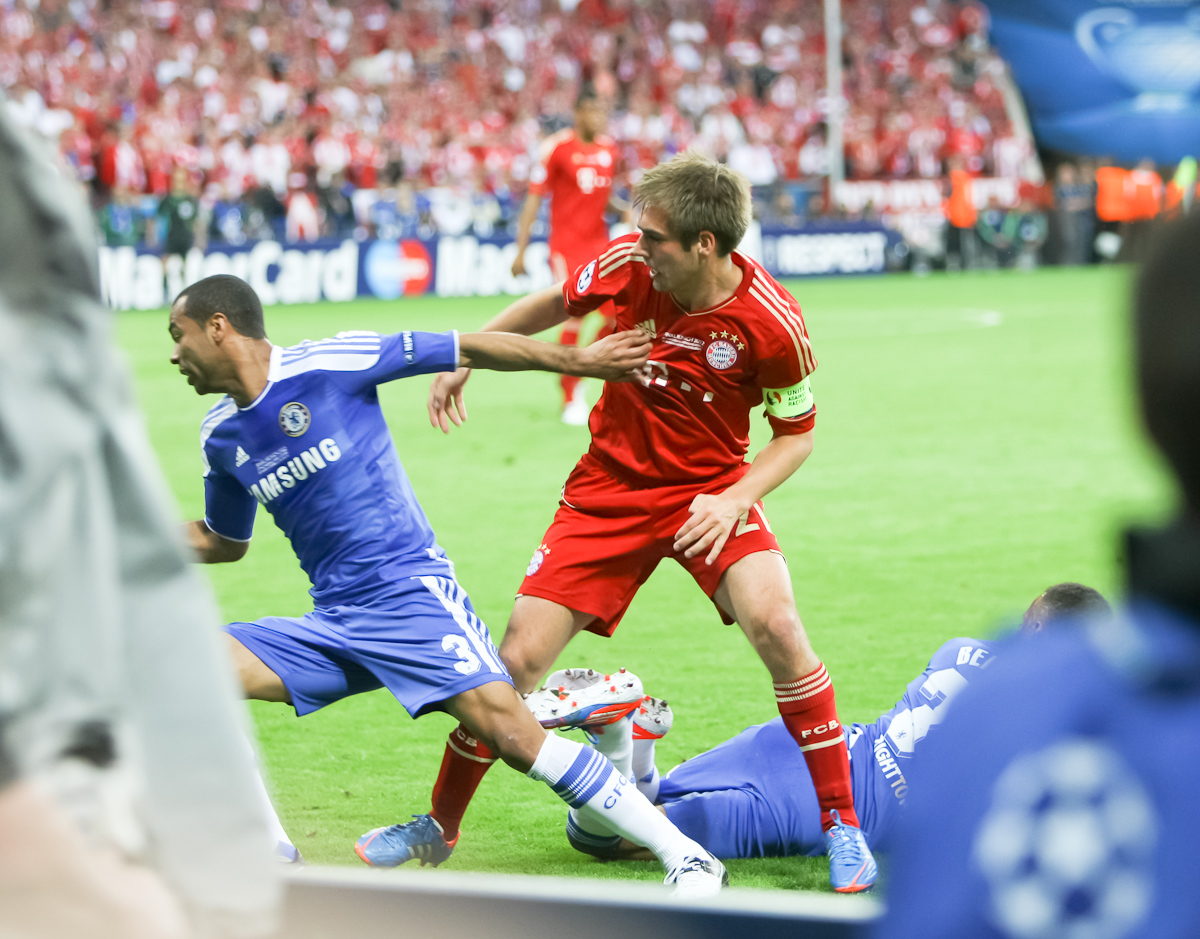
Lahm au duel avec Ashley Cole en finale de C1 2012.

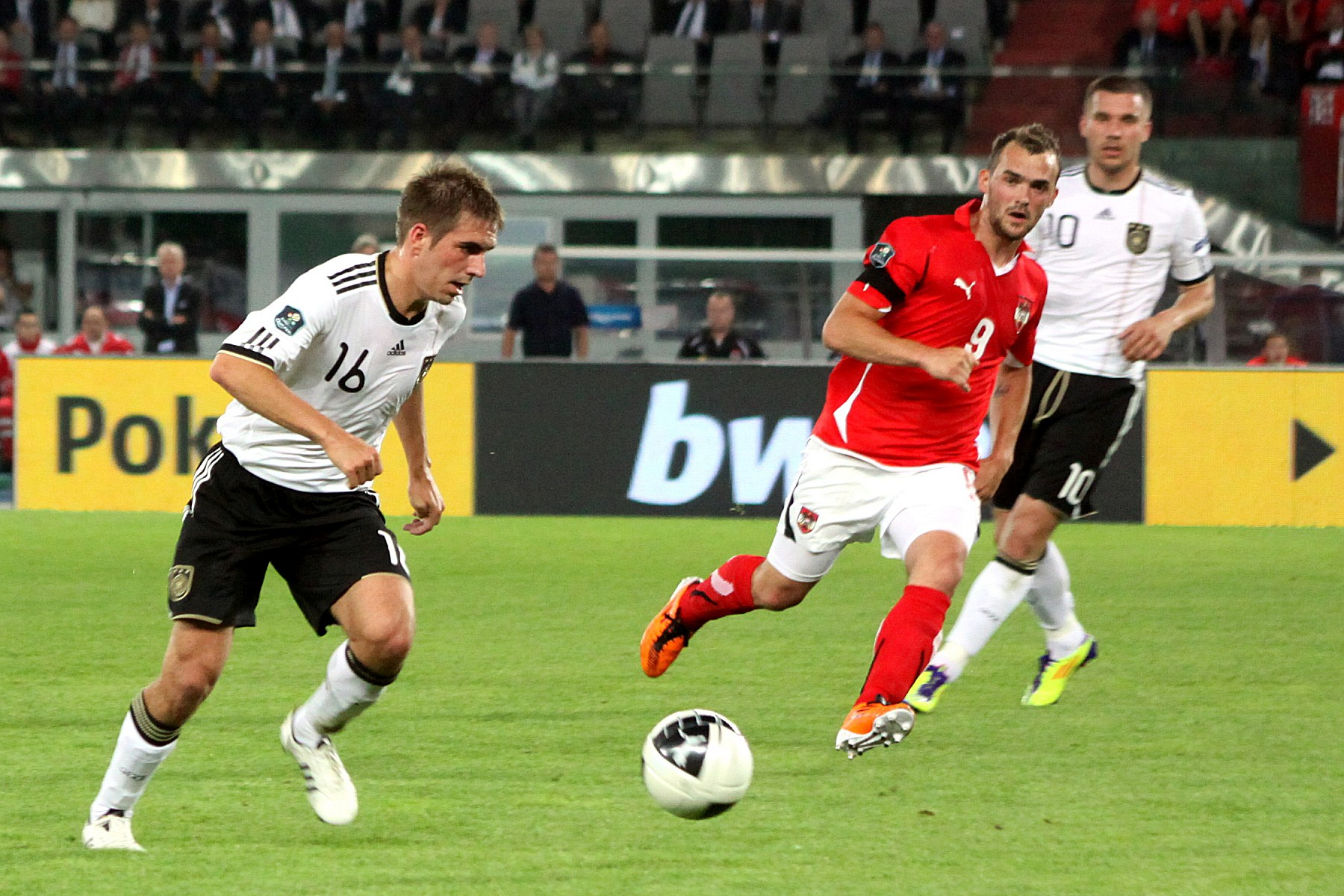
Lahm est un défenseur offensif.

Philipp Lahm est considéré comme l'un des meilleurs défenseurs latéraux au monde,,. Joueur énergique et rapide, Lahm est réputé pour ses capacités défensives et offensives. Défenseur acharné et accrocheur, il se distingue par son anticipation et son sens du tacle. Sa vitesse et ses réflexes font qu'il est capable de revenir sur son adversaire même si celui-ci l'a passé une première fois. Très agressif sur le ballon, il est en revanche un joueur très propre dans ses tacles et est rarement sanctionné. Il n'a même jamais été expulsé une seule fois de sa carrière. Il évolue classiquement au poste de défenseur latéral, à droite comme à gauche, mais est régulièrement replacé milieu de terrain défensif à partir de la saison 2013-2014 par le nouvel entraîneur du Bayern Munich, Pep Guardiola.

Si sa vitesse est son principal atout offensif, il est aussi un excellent dribbleur et un passeur très précis. Il a aussi à de nombreuses reprises montré qu'il possède une bonne frappe de balle.

## Statistiques

### Générales par saison
| Saison                | Club                  | Championnat           | Championnat | Championnat | Championnat | Coupe nationale | Coupe nationale | Coupe nationale | Coupe de la Ligue | Coupe de la Ligue | Coupe de la Ligue | Supercoupe | Supercoupe | Supercoupe | Compétition(s) continentale(s) | Compétition(s) continentale(s) | Compétition(s) continentale(s) | Compétition(s) continentale(s) | Supercoupe UEFA | Supercoupe UEFA | Supercoupe UEFA | Coupe du monde des clubs | Coupe du monde des clubs | Coupe du monde des clubs | Allemagne | Allemagne | Allemagne | Total | Total | Total |
| Saison                | Club                  | Division              | M.          | B.          | P.d.        | M.              | B.              | P.d.            | M.                | B.                | P.d.              | M.         | B.         | P.d.       | Comp.                          | M.                             | B.                             | P.d.                           | M.              | B.              | P.d.            | M.                       | B.                       | P.d.                     | M.        | B.        | P.d.      | M.    | B.    | P.d.  |
| 2002-2003             | Bayern Munich         | Bundesliga            | 0           | 0           | 0           | 0               | 0               | 0               | 0                 | 0                 | 0                 | -          | -          | -          | C1                             | 1                              | 0                              | 0                              | -               | -               | -               | -                        | -                        | -                        | -         | -         | -         | 1     | 0     | 0     |
| 2003-2004             | VfB Stuttgart (prêt)  | Bundesliga            | 31          | 1           | 2           | 1               | 0               | 0               | 1                 | 0                 | 0                 | -          | -          | -          | C3                             | 7                              | 0                              | 0                              | -               | -               | -               | -                        | -                        | -                        | 9         | 1         | 1         | 49    | 2     | 3     |
| 2004-2005             | VfB Stuttgart (prêt)  | Bundesliga            | 22          | 1           | 0           | 2               | 0               | 0               | 1                 | 0                 | 0                 | -          | -          | -          | C3                             | 6                              | 1                              | 0                              | -               | -               | -               | -                        | -                        | -                        | 6         | 0         | 0         | 37    | 2     | 0     |
| Sous-total            | Sous-total            | Sous-total            | 53          | 2           | 2           | 3               | 0               | 0               | 2                 | 0                 | 0                 | -          | -          | -          | -                              | 13                             | 1                              | 0                              | -               | -               | -               | -                        | -                        | -                        | 15        | 1         | 1         | 86    | 4     | 3     |
| 2005-2006             | Bayern Munich         | Bundesliga            | 20          | 0           | 1           | 4               | 0               | 0               | 0                 | 0                 | 0                 | -          | -          | -          | C1                             | 3                              | 0                              | 0                              | -               | -               | -               | -                        | -                        | -                        | 10        | 1         | 1         | 37    | 1     | 2     |
| 2006-2007             | Bayern Munich         | Bundesliga            | 34          | 1           | 4           | 3               | 0               | 0               | 2                 | 0                 | 0                 | -          | -          | -          | C1                             | 9                              | 0                              | 1                              | -               | -               | -               | -                        | -                        | -                        | 9         | 0         | 3         | 57    | 1     | 8     |
| 2007-2008             | Bayern Munich         | Bundesliga            | 22          | 0           | 2           | 5               | 0               | 0               | 3                 | 0                 | 0                 | -          | -          | -          | C3                             | 10                             | 1                              | 0                              | -               | -               | -               | -                        | -                        | -                        | 13        | 1         | 2         | 53    | 2     | 4     |
| 2008-2009             | Bayern Munich         | Bundesliga            | 28          | 3           | 1           | 3               | 1               | 0               | -                 | -                 | -                 | -          | -          | -          | C1                             | 8                              | 0                              | 0                              | -               | -               | -               | -                        | -                        | -                        | 10        | 0         | 2         | 49    | 4     | 3     |
| 2009-2010             | Bayern Munich         | Bundesliga            | 34          | 0           | 6           | 6               | 1               | 1               | -                 | -                 | -                 | -          | -          | -          | C1                             | 13                             | 0                              | 1                              | -               | -               | -               | -                        | -                        | -                        | 14        | 1         | 2         | 67    | 2     | 10    |
| 2010-2011             | Bayern Munich         | Bundesliga            | 34          | 3           | 2           | 5               | 0               | 1               | -                 | -                 | -                 | 1          | 0          | 0          | C1                             | 8                              | 0                              | 0                              | -               | -               | -               | -                        | -                        | -                        | 9         | 0         | 2         | 57    | 3     | 5     |
| 2011-2012             | Bayern Munich         | Bundesliga            | 31          | 0           | 2           | 5               | 0               | 0               | -                 | -                 | -                 | -          | -          | -          | C1                             | 14                             | 0                              | 1                              | -               | -               | -               | -                        | -                        | -                        | 11        | 1         | 0         | 61    | 1     | 3     |
| 2012-2013             | Bayern Munich         | Bundesliga            | 29          | 0           | 11          | 5               | 0               | 2               | -                 | -                 | -                 | 1          | 0          | 0          | C1                             | 12                             | 0                              | 4                              | -               | -               | -               | -                        | -                        | -                        | 7         | 0         | 1         | 54    | 0     | 18    |
| 2013-2014             | Bayern Munich         | Bundesliga            | 28          | 1           | 4           | 4               | 0               | 0               | -                 | -                 | -                 | 1          | 0          | 2          | C1                             | 12                             | 0                              | 4                              | 1               | 0               | 0               | 2                        | 0                        | 0                        | 15        | 0         | 4         | 63    | 1     | 14    |
| 2014-2015             | Bayern Munich         | Bundesliga            | 20          | 2           | 2           | 4               | 0               | 0               | -                 | -                 | -                 | 1          | 0          | 0          | C1                             | 8                              | 0                              | 1                              | -               | -               | -               | -                        | -                        | -                        | -         | -         | -         | 33    | 2     | 3     |
| 2015-2016             | Bayern Munich         | Bundesliga            | 26          | 1           | 1           | 6               | 0               | 0               | -                 | -                 | -                 | 1          | 0          | 0          | C1                             | 12                             | 0                              | 0                              | -               | -               | -               | -                        | -                        | -                        | -         | -         | -         | 45    | 1     | 1     |
| 2016-2017             | Bayern Munich         | Bundesliga            | 22          | 1           | 2           | 3               | 1               | 0               | -                 | -                 | -                 | 1          | 0          | 0          | C1                             | 7                              | 0                              | 1                              | -               | -               | -               | -                        | -                        | -                        | -         | -         | -         | 33    | 2     | 3     |
| Sous-total            | Sous-total            | Sous-total            | 328         | 12          | 38          | 53              | 3               | 4               | 5                 | 0                 | 0                 | 6          | 0          | 2          | -                              | 117                            | 1                              | 13                             | 1               | 0               | 0               | 2                        | 0                        | 0                        | 98        | 4         | 16        | 610   | 20    | 73    |
| Total sur la carrière | Total sur la carrière | Total sur la carrière | 381         | 14          | 40          | 56              | 3               | 4               | 7                 | 0                 | 0                 | 6          | 0          | 2          | -                              | 130                            | 2                              | 13                             | 1               | 0               | 0               | 2                        | 0                        | 0                        | 113       | 5         | 17        | 696   | 24    | 76    |

### Buts en sélections
| Buts en sélection de Philipp Lahm | Buts en sélection de Philipp Lahm | Buts en sélection de Philipp Lahm        | Buts en sélection de Philipp Lahm | Buts en sélection de Philipp Lahm | Buts en sélection de Philipp Lahm | Buts en sélection de Philipp Lahm |
| #                                 | Date                              | Lieu                                     | Adversaire                        | Score                             | Résultats                         | Compétitions                      |
| --------------------------------- | --------------------------------- | ---------------------------------------- | --------------------------------- | --------------------------------- | --------------------------------- | --------------------------------- |
| 1                                 | 28 avril 2004                     | Stadionul Giulesti, Bucarest             | Roumanie                          | 1-5                               | 1-5                               | Match amical                      |
| 2                                 | 9 juin 2006                       | Allianz Arena, Munich                    | Costa Rica                        | 1-0                               | 4-2                               | Coupe du monde 2006               |
| 3                                 | 25 juin 2008                      | St. Jakob-Park, Bâle                     | Turquie                           | 3-2                               | 3-2                               | Euro 2008                         |
| 4                                 | 3 juin 2010                       | Commerzbank-Arena, Francfort-sur-le-Main | Bosnie-Herzégovine                | 1-1                               | 3-1                               | Match amical                      |
| 5                                 | 22 juin 2012                      | PGE Arena Gdańsk, Gdańsk                 | Grèce                             | 1-0                               | 4-2                               | Euro 2012                         |

## Palmarès

### En club

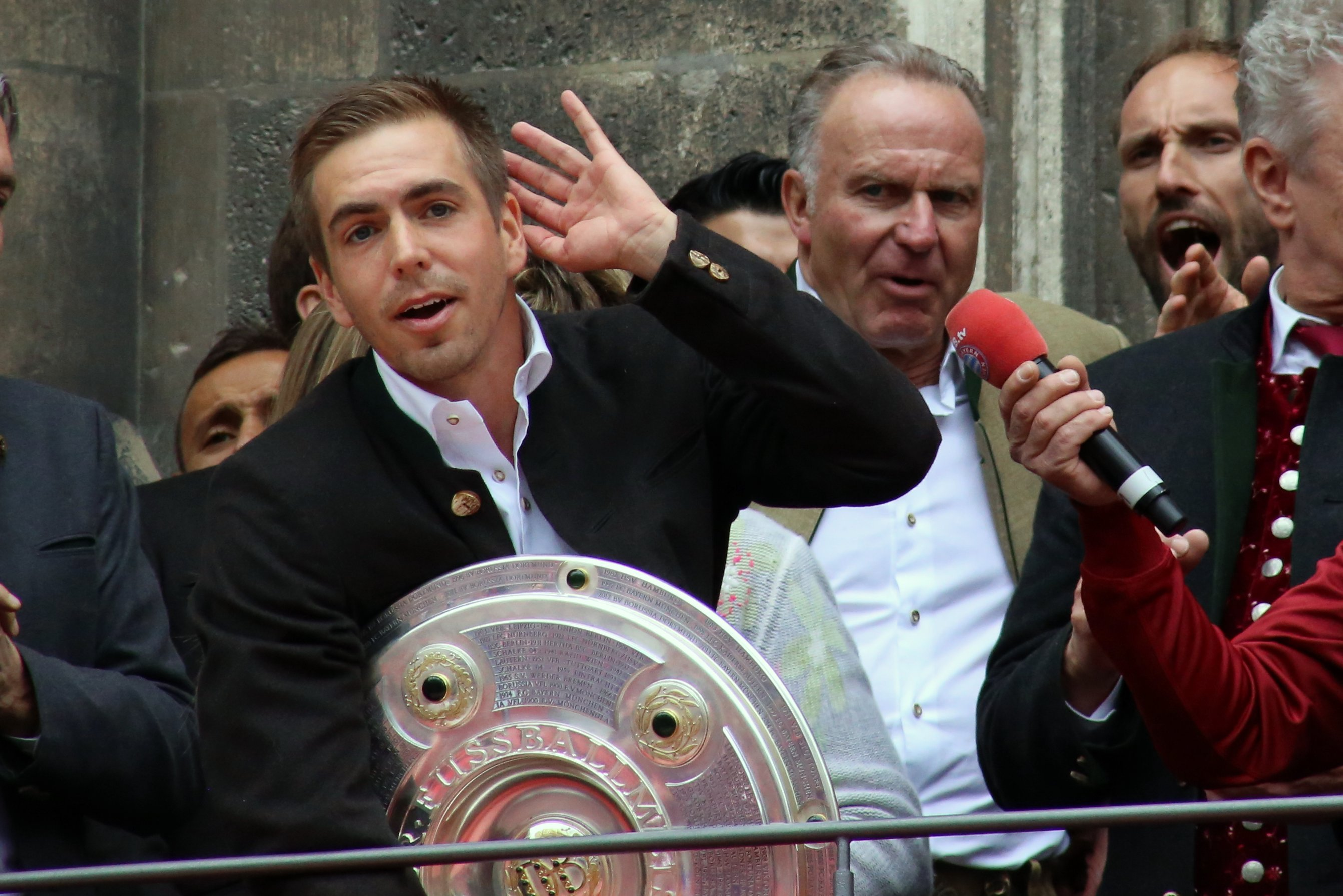
Lahm et le trophée de champion en 2016.

- Coupe du monde des clubs de la FIFA (1)
  - Vainqueur : 2013
- Ligue des champions de l'UEFA (1)
  - Vainqueur : 2013
  - Finaliste : 2010 et 2012
- Supercoupe de l'UEFA (1)
  - Vainqueur : 2013
- Championnat d'Allemagne (8)
  - Champion : 2006, 2008, 2010, 2013, 2014, 2015, 2016 et 2017
  - Vice-champion : 2009 et 2012
- Coupe d'Allemagne (6)
  - Vainqueur : 2006, 2008, 2010, 2013, 2014 et 2016
  - Finaliste : 2012
- Coupe de la Ligue d'Allemagne (1)
  - Vainqueur : 2007
  - Finaliste : 2006
- Supercoupe d'Allemagne (3)
  - Vainqueur : 2010, 2012 et 2016
  - Finaliste : 2013, 2014 et 2015

### En équipe nationale

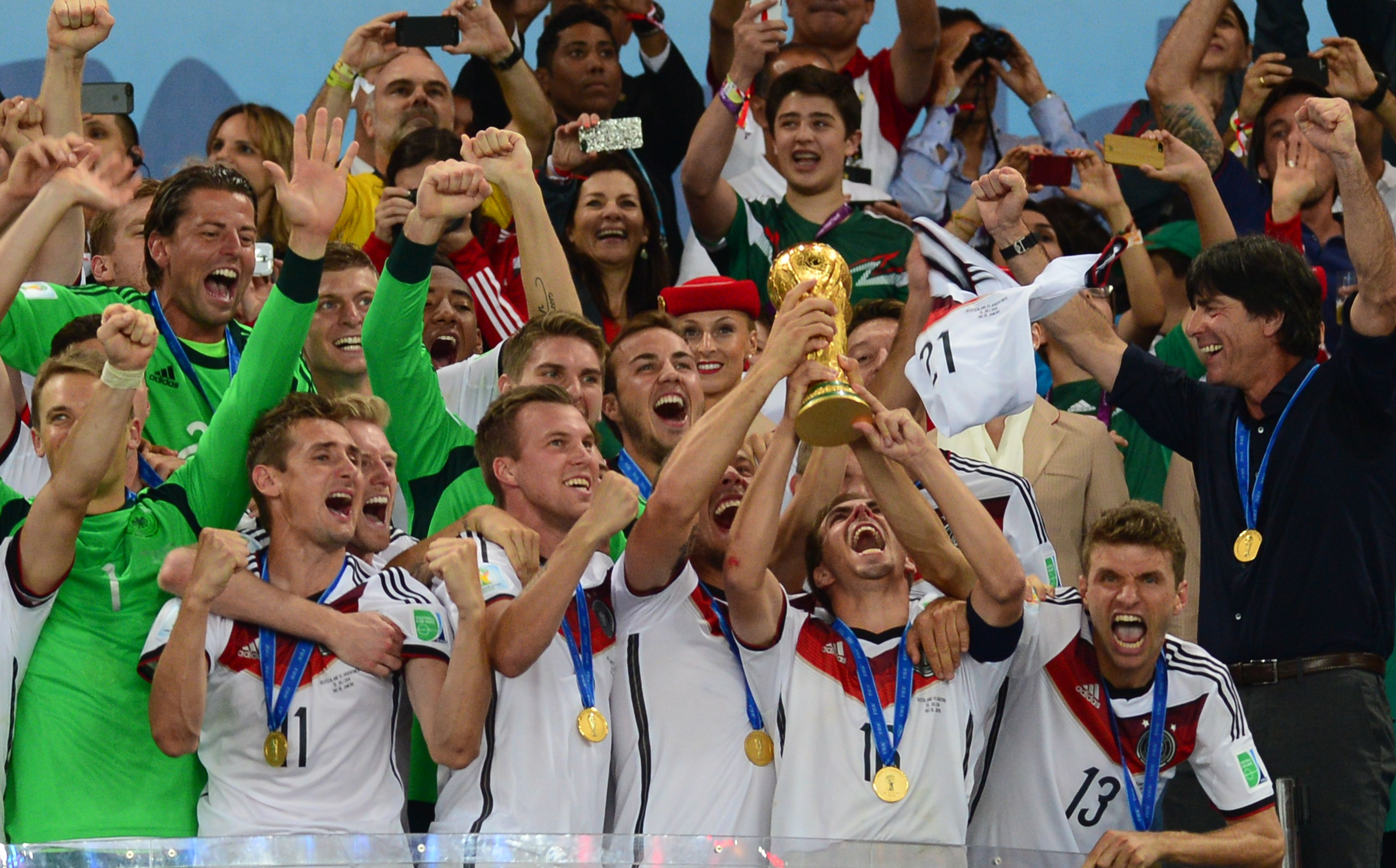
Lahm soulevant la Coupe du monde.

- Coupe du monde (1)
  - Vainqueur : 2014
  - Troisième : 2006 et 2010
- Championnat d'Europe
  - Finaliste : 2008
  - Demi-finaliste : 2012

## Reconversion
Philipp Lahm fait partie des experts pour la chaîne ARD pendant la Coupe du monde 2018. Il y accompagne la sélection allemande dans laquelle il joue le rôle de représentant médiatique.

## Distinctions personnelles
- 6e au Ballon d'or en 2014
- Membre de l'équipe de l'année UEFA en 2006, 2008, 2012, 2013 et 2014
- Membre de l'équipe type de la Coupe du monde en 2006, 2010 et 2014
- Membre de l'équipe type de l'Euro 2008 et 2012
- Membre de l'équipe type de FIFA/FIFPro World XI en 2013 et 2014
- Membre de l'équipe type de Ligue des champions de l'UEFA en 2013 et 2014
- Footballeur allemand de l'année en 2017

## Vie privée

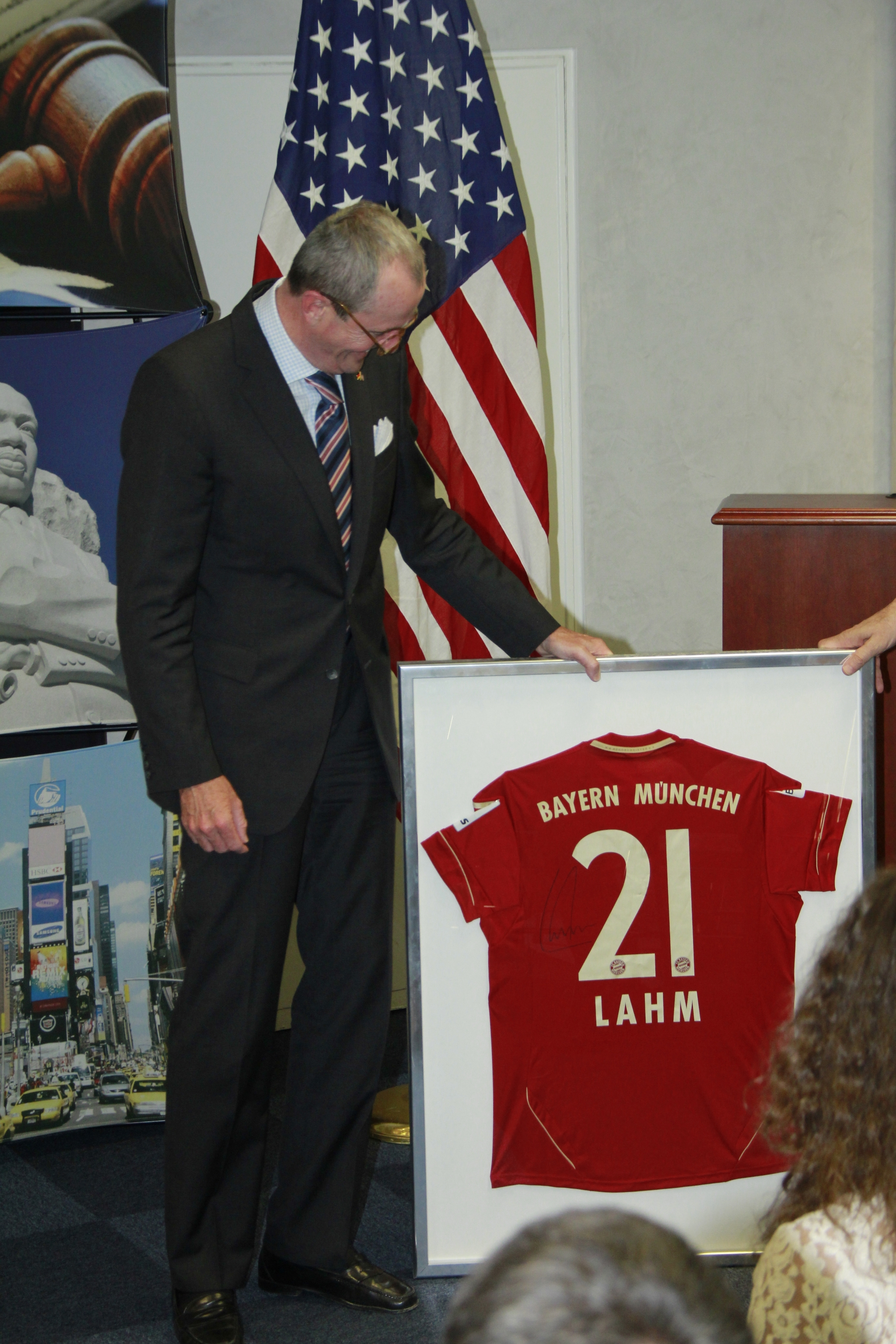
Maillot de Lahm offert en 2013.

Né à Munich, Philipp Lahm est un élève brillant lors de sa scolarité et se destine à être boulanger.
Il est impliqué dans de nombreux événements caritatifs comme le Kick-AIDS event, les Journées mondiales de lutte contre le sida en 2007, 2008 et 2009 et la campagne de lutte contre la maltraitance des enfants, Bündnis für kinder. Il est en outre l'ambassadeur officiel de certaines associations caritatives comme FIFA for SOS children's village. Le 20 septembre 2008, il reçoit un prix en raison de ses positions contre l'intolérance et l'homophobie dans le sport, déclarant notamment qu'il trouve dommage que l'homosexualité est encore tabou dans le football et qu'il n'a aucun problème avec les homosexuels. Il conseille cependant aux joueurs homosexuels de ne pas faire leur coming-out pour ne pas subir l'opprobre publique.
Il est marié depuis le 14 juillet 2010 avec Claudia Schattenberg avec qui il a un petit garçon, Julian, né le 15 août 2012 et une petite fille, Lenia, née le 4 août 2017.

En août 2011, il publie une autobiographie Der feine Unterschied: Wie man heute Spitzenfußballer wird qui fait sensation en Allemagne en raison du fait qu'il y critique le travail d'entraîneur de Rudi Völler et d'Ottmar Hitzfeld.